# George Schaller
George Beals Schaller (* 26. května 1933) je světově uznávaný americký biolog, ochránce přírody a publicista. Zabývá se především studiem savců Afriky, Asie a Jižní Ameriky a zasazuje se o ochranu přírody. Jeho monografie o gorilách, lvech, horské zvířeně Asie a pandách jsou považovány za klasická díla, z nichž vědci i laikové čerpají doposud.

## Raný život, kariéra
George Schaller se narodil v Berlíně a vyrůstal v Německu. V roce 1947 se rodina přestěhovala do USA do státu Missouri. V roce 1955 získal bakalářské vzdělání na University of Alaska a roku 1962 titul Ph.D. na University of Wisconsin–Madison. V letech 1962 a 1963 působil na Stanfordově univerzitě, v letech 1963 až 1966 jako výzkumný pracovník na Univerzitě Johnse Hopkinse na oddělení patobiologie a v letech 1966 až 1972 na Rockefellerově univerzitě a New York Zoological Society zkoumal chování zvířat. V období 1972 až 1979 byl koordinátorem v Center for Field Biology and Conservation a poté do roku 1988 pracoval jako ředitel International Conservation Program (Mezinárodní ochranářský program) v rámci New York Zoological Society.

## Vědecká práce

### Výzkum goril
V roce 1959, když mu bylo 26 let, odcestoval do střední Afriky, aby studoval život goril horských (Gorilla beringei beringei) ve Virunze. Tou dobou se o jejich životě vědělo jen minimum informací, ale kolovalo mnoho pověr o jejich krutosti a divokosti. Schaller v roce 1963 publikoval práci The Mountain Gorilla: Ecology and Behavior, v níž vylíčil gorily jako inteligentní a jemná stvoření. O rok později mu vyšla studie The Year of the Gorilla, kde se pokusil o zasazení života těchto primátů do širší historické perspektivy a snažil se apelovat na nutnost zachránit tyto blízké příbuzné lidí. Po Schallerovi se do studia goril ponořila i americká zooložka Dian Fosseyová. Obě tyto osobnosti vědy dokázaly zásadním způsobem změnit nahlížení na gorily mezi širokou veřejností, ukázaly, jak moc se jejich chování podobá lidskému.
| „ | Každého, kdo se podívá do gorilích očí - jemných, inteligentních a zranitelných - tento zážitek změní, neboť propast mezi lidmi a opicemi zmizí. Vnímají i gorily toto prastaré spojení? | “ |

### Velké šelmy a vládci hor
V polovině 60. let se G. Schaller přesunul do Indie, kde studoval chování tygrů a jejich nejběžnější kořisti jelenů. Následně mu vyšla kniha The Deer and the Tiger. V roce 1966 se Schaller vydal do Tanzanie a v Serengeti několik let pozoroval život velkých šelem, především lvů. Výsledkem byla klasická studie The Serengeti Lion: A Study of Predator-Prey Relations. V roce 1973 odcestoval do Himálaje, aby zkoumal místní zvířenu, především divoké ovce, kozy (nahury modré, tahry, urialy, kozy bezoárové) a irbisa. Byl jedním z prvních západních vědců, kteří zahlédli a následně vyfotili tuto velkou kočku. Z celého projektu vyšlo několik publikací, především Mountain Monarchs (1977). Jeho společník Peter Matthiessen pak v roce 1978 vydal první monografii sněžného levharta The Snow Leopard, na níž měl Schaller také velký podíl. Matthiessen Schallera, tehdy už světově uznávaného zoologa, charakterizoval jako pragmatika, který pohlížel na věci přísně kritickým okem, bez emocí, koncentrovaného na práci. Koncem 70. let se Schaller přesunul do Jižní Ameriky a v Brazílii studoval jaguáry, kapybary, kajmany a další zvířata.

### Asijská fauna
V roce 1988 se svou ženou odcestoval do Číny za účelem studia pandy velké. Schaller přišel s teorií, že původně masožravá šelma prošla evoluční změnou, kdy se přeorientovala na rostlinnou stravu v podobě bambusu. Dále zjistil, že hlavním nebezpečím pro populaci nebylo ubývání bambusu, ale časté odchytávání zvířat do zajetí. Od doby jeho výzkumu populace pandy vzrostla o 45 % a v současnosti již není řazena mezi ohrožený druh.
Asii zůstal věrný i v 90. letech, kdy působil v Indočíně a úzce spolupracoval s Alanem Rabinowitzem. Když se v roce 2003 vrátil do Číny, přesněji do Tibetu (Čang tang), zjistil, že divoká zvířata (například jakové) většinou prospívají a jejich počty rostou. V roce 2007 se pokusil ve spolupráci s úřady Číny, Pákistánu, Afghánistánu a Tádžikistánu vytvořit tzv. Mírový park, který by chránil divokou ovci jménem argali Marco Polův, která byla častým terčem pytláků a lovců trofejí.

## Vliv na ochranu přírody
Schallerova práce na poli ochrany přírody měla mj. za výsledek ustavení chráněných území v Amazonii, Pákistánu a Jihovýchodní Asii. I jeho zásluhou došlo k založení více než 20 přírodních parků či rezervací (např. Arctic National Wildlife Refuge, Shey-Phoksundo National Park a Changtang Nature Reserve).

## „Yetti“
Schaller je jedním z mála uznávaných vědců, kteří tvrdí, že má cenu se zabývat zprávami o existenci yettiho neboli bigfoota. Schaller sice hovoří o jeho existenci skepticky, ale zároveň dodává, že je potřeba studovat případné zprávy či „důkazy“ a nezavrhovat je apriori jako hoax či mýtus. V roce 2003 dokonce zalitoval, že neexistuje žádný hmotný důkaz jeho existence, který by mohl být geneticky zkoumán, a že vše jsou jen pouhá pozorování.

## Ocenění
G. Schaller získal celou řadu ocenění především za zásluhy o ochranu přírody a literaturu. Patří mezi ně především:
- National Geographic's Lifetime Achievement Award (Cena National Geographic Society za celoživotní dílo).
- Guggenheim Fellowship.[20]
- Zlatá medaile World Wildlife Fund za „Přínos k pochopení a ochraně ohrožených druhů“ (Contributions to the understanding and conservation of endangered species).
- International Cosmos Prize,[6]
- Tyler Prize for Environmental Achievement,[21]
- U.S. National Book Award za publikaci The Serengeti Lion.[22]
- Indianapolis Prize.[23]

## Publikace
- SCHALLER, George B. The Mountain Gorilla – Ecology and Behavior. Chicago: University of Chicago Press, 1963. 431 s. Dostupné online.
- SCHALLER, George B. The Year of the Gorilla. Chicago: University of Chicago Press, 1964. 304 s. Dostupné online. ISBN 0-226-73648-2.
- SCHALLER, George B. The Deer and the Tiger. Chicago: University of Chicago Press, 1967. Dostupné online.
- SCHALLER, George B., Selsam, Millicent E. The Tiger: Its Life in the Wild. New York: Harper & Row, 1969. Dostupné online.
- SCHALLER, George B. Serengeti: A Kingdom of Predators. New York: Alfred A. Knopf, 1972. Dostupné online. ISBN 0-394-47242-X.
- SCHALLER, George B. The Serengeti Lion: A Study of Predator-Prey Relations. Chicago: University of Chicago Press, 1972. 494 s. Dostupné online. ISBN 0-226-73640-7.
- SCHALLER, George B. Golden Shadows, Flying Hooves. New York: Alfred A. Knopf, 1973. 287 s. Dostupné online. ISBN 0-394-47243-8.
- SCHALLER, George B., Schaller, Kay. Wonders of Lions. New York: Putnam Publishing Group Library, 1977. Dostupné online. ISBN 0-396-07409-X.
- SCHALLER, George B. Mountain monarchs : wild sheep and goats of the Himalaya. Chicago: University of Chicago Press, 1977. 443 s. Dostupné online. ISBN 9780226736419.
- SCHALLER, George B., Jinchu Hu; Wenshi Pan; Jing Zhu. The Giant Pandas of Wolong. Chicago: Univ. of Chicago Press, 1985. Dostupné online. ISBN 0-226-73643-1.
- SCHALLER, George B. The Last Panda. Chicago: University of Chicago Press, 1993. 312 s. Dostupné online. ISBN 0-226-73628-8.
- SCHALLER, George B. Tibet's Hidden Wilderness: Wildlife and Nomads of the Chang Tang Reserve. New York: Harry N. Abrams, 1997. Dostupné online. ISBN 0-8109-3893-6.
- SCHALLER, George B. Wildlife of the Tibetan Steppe. Chicago: University of Chicago Press, 1998. 383 s. Dostupné online. ISBN 0-226-73653-9.
- Antelopes, Deer, and Relatives: Fossil Record, Behavioral Ecology, Systematics, and Conservation. In: Schaller, George B.; Vrba, Elisabeth S. New Haven, Conn: Yale University Press, 2000. ISBN 0-300-08142-1.
- SCHALLER, George B. A Naturalist and Other Beasts: Tales From a Life in the Field. San Francisco, Calif: Sierra Club Books, 2007. 272 s. Dostupné online. ISBN 1-57805-129-0.
- SCHALLER, George B. Tibet Wild: A Naturalist's Journeys on the Roof of the World. Washington, DC: Island Books, 2012. ISBN 1-61091-172-5.

### Česky
- SCHALLER, George. Rok mezi gorilami. Praha: Mladý fronta, 1969. 265 s. 23-007-69.
- SCHALLER, George. Zlaté stíny, pádící kopyta. Praha: Mladá fronta, 1980. 269 s. 23-016-80.
- SCHALLER, George. Mlčící kameny: putování Himálajem. Praha: Mladá fronta, 1995. 318 s. ISBN 80-204-0133-4.
- SCHALLER, George. Poslední panda. Praha: Mladá fronta, 1999. 357 s. ISBN 80-204-0784-7.